# わかば (護衛艦)
わかば（ローマ字：JDS Wakaba, DE-261）とは、1956年（昭和31年）から1971年（昭和46年）に就役していた海上自衛隊の護衛艦である。その前身は日本海軍の松型駆逐艦（橘型《改丁型》駆逐艦）「梨（なし）」であり、数奇な艦歴で知られる。
護衛艦としての同型艦はない。
本項目では「梨」の時歴と併せて記述する。

## 駆逐艦 梨

### 艦歴
駆逐艦「梨」(なし)は橘型の10番艦（仮称4810号艦）として、川崎重工業神戸艦船工場で1944年（昭和19年）9月1日に起工。同年12月8日、駆逐艦（柿、樺、梨、椎、榎）や海防艦「志賀」等に艦名が与えられる。同日付で「梨」以下の駆逐艦は松型駆逐艦に類別。日本海軍は「松型」「橘型」を区別しておらず、艦艇類別等級上は全隻『松型駆逐艦』である。日本海軍の艦名としては樅型駆逐艦「梨」に続いて2代目。
1945年（昭和20年）1月17日、進水。2月9日、神戸川崎造船所内に設置された梨艤装員事務所は、事務を開始。2月15日、フィリピン方面で沈没した重巡「熊野」より生還した左近允尚敏中尉が、艤装員に補職される。2月20日、日本海軍は駆逐艦「望月」水雷長、駆逐艦「初雪」水雷長、駆逐艦「陽炎」水雷長（昭和17年5月〜昭和18年5月8日沈没時）、軽巡「能代」水雷長（昭和18年7月〜沈没時）等を歴任した高田敏夫少佐が、艤装員長に補職される。「梨」は3月15日に竣工した。呉鎮守府籍となる。艤装員事務所は撤去され、高田少佐（艤装員長）は駆逐艦長に補職される。主要幹部は、航海長左近允尚敏中尉、砲術長中島純一大尉、水雷長原田盛之大尉。
竣工（1945年（昭和20年）3月15日）をもって第十一水雷戦隊（司令官高間完少将。旗艦「酒匂」）に配属され、山口県柳井市東方及び南方の瀬戸内海において訓練に従事した。燃料事情が悪化しているため、訓練航海は月に数回しか行われず、それも殆どは呉より日帰りの短期のものであった。乗組員の練度も不充分だった。同年3月に発動された天一号作戦への参加が予定されていたものの中止され、同年4月初頭には柳井市南方の八島（やしま）泊地に移動し、主に停泊訓練を行った。
5月20日、駆逐艦2隻（梨、萩）は第十一水雷戦隊・第三十一戦隊所属の第52駆逐隊に編入された。「梨」は5月25日附で、「海上挺進部隊」の所属艦となる。その後も呉軍港空襲等の対空戦闘に従事した。
7月1日、第十一水雷戦隊司令官は高間完少将から松本毅少将へ交代。同月初頭に「梨」は呉にて改装工事を受け、「回天」の搭載・運用能力が追加されている。以後「回天」基地の所在する山口県平生（ひらお）に移動し、同年7月中は周防灘での回天の各種訓練に従事した。折からの燃料不足により第52駆逐隊には充分な燃料の割り当てがなく、「梨」と「萩」以外の艦は海岸近くに偽装した上で係留されていた。
7月15日、第十一水雷戦隊は解隊された。同日附で、前月の空襲で損傷した「楡」が第52駆逐隊から除かれ、損傷した他隊の駆逐艦と共に特殊警備駆逐艦に指定。代艦として、松型駆逐艦「樺」を編入する。
7月26日には瀬戸内海西部の山口県平郡島（へいぐんとう）沖に移動、第52駆逐隊の他の駆逐艦と合流し、4隻合同訓練を行った。
7月28日、平郡島北岸沖において停泊中、アメリカ空母機動部隊艦載機の空襲を受ける。早朝から午後にかけてF6F戦闘機による複数回の攻撃を受け、「梨」は艦の各所にロケット弾を被弾、このうち午後の艦後部弾薬庫へ命中した1発により大きな損傷を受け、浸水により傾斜が増大、総員退艦が発令された後、午後2時に転覆沈没した。確認された戦死者は38名、行方不明者を含む犠牲者は60名以上であった。生存者155名は僚艦「萩」と地元漁民に救助され、「萩」にて翌日に呉に帰還した。
「梨」航海長・左近允尚敏大尉は8月8日附で姉妹艦「初桜」航海長へ転任、同艦航海長として終戦の日を迎えた。駆逐艦長・高田敏夫少佐は8月10日附で第42突撃隊特攻長に任命され、8月15日を迎えた。
1945年（昭和20年）9月15日除籍。
尚、平郡島では毎年7月に慰霊祭が行われている。1987年（昭和62年）10月25日には「梨」の沈没地点を望む海岸に慰霊碑が建立され、除幕式が行われた。

### 歴代艦長
※『艦長たちの軍艦史』370-371頁による。
艤装員長
1. 高田敏夫 少佐：1945年2月20日[10] - 1945年3月15日[14]

駆逐艦長
1. 高田敏夫 少佐：1945年3月15日[14] - 1945年8月10日[31]

### 年表
- 1944年（昭和19年）
  - 9月1日 - 川崎重工業神戸艦船工場にて起工
  - 12月8日 - 命名[2]。松型駆逐艦に類別[1]。
- 1945年（昭和20年）
  - 3月15日 - 竣工　同日付で第十一水雷戦隊に編入
  - 5月21日 - 第31戦隊第52駆逐隊に編入[17]。海上挺進部隊の所属となる
  - 7月3日－7月9日 - 呉海軍工廠にて「回天」搭載能力付与のための改装を実施
  - 7月24日 - 第52駆逐隊司令が乗艦し、以後隊司令駆逐艦（駆逐隊旗艦）となる[15]
  - 7月28日 - 山口県平郡島沖の伊予灘でアメリカ海軍機の攻撃を受けて沈没
  - 9月15日 - 除籍

## 護衛艦 わかば

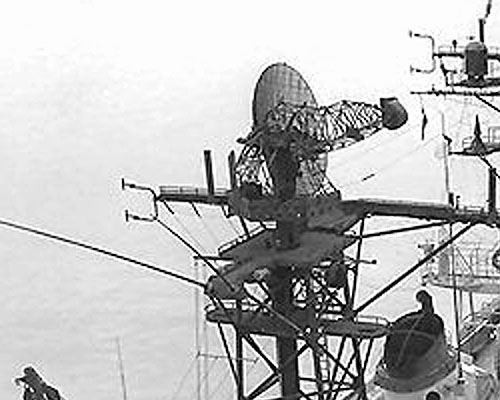
わかばに搭載されたAN/SPS-8高角測定レーダー
(写真はアメリカ海軍巡洋艦「プロビデンス」に装備されたもの)

沈没後の「梨」は海底に放置されていたが、地元漁協において船体を引き揚げて漁礁とする計画が持ちあがり、大蔵省中国財務局に申請があった。1954年（昭和29年）9月21日に廃鉄鋼材（スクラップ）としての利用を目的に浮揚された。10年近く海中にあったものの、調査の結果状態は良好であったため、引き揚げた北星船舶は防衛庁（当時）に売り込みをかけた。防衛庁ではこれを購入して再就役させる計画を立て、改修費約3億4500万円と引揚分の費用をかけて修理改装。1956年（昭和31年）5月31日、警備艦「わかば」として海上自衛隊に編入。1958年（昭和33年）には改めて兵装を装備した上で乙型警備艦「わかば (DE-261)」として再就役した。
このため、「梨」（「わかば」）は海上自衛隊に在籍した唯一の日本海軍の戦闘艦艇となる。なお、艦名が変更されたのは、梨（なし）をひらがなで表記した際の誤解を避けるものとされている。
「わかば」の名を受け継いだ日本の艦艇としては、神風型駆逐艦 (初代)「若葉」、初春型駆逐艦3番艦「若葉」に次いで3代目となる。

### 艦歴

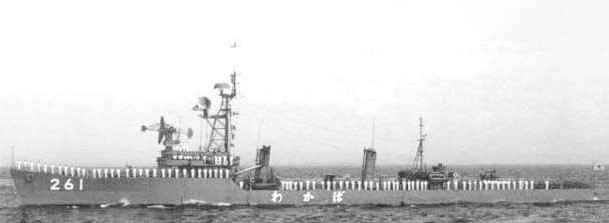
1965年撮影

「わかば」は浮揚した「梨」の船体の損傷部を修理し、艦橋をあけぼの(初代)型に準じたものとして新造している。なお、「梨」時代の兵装は全て撤去された。
主に横須賀に配備され、当初は無兵装で練習艦任務に就いたが、その後、他の海上自衛隊警備艦と同様のアメリカ式武装と電子兵装を搭載する再改装が施されて乙型警備艦（DE）として再就役した。後には実験艦としての役割が与えられ、海自艦艇で唯一AN/SPS-8B高角測定レーダーを装備するなど、いわゆるレーダーピケット艦的な内容の艦となった。同型艦がないため、運用には苦労したという。
1957年（昭和32年）1月には水不足に陥った利島に真水の輸送に当たった。1959年（昭和34年）1月23日、東京湾での大規模訓練に参加した。1962年（昭和37年）8月の三宅島噴火の際には避難民の輸送に活躍した。1968年（昭和43年）4月、実用実験隊に編入され、ソナーや魚雷など新兵器の試験任務に従事した。1970年には浦賀水道で訓練中に小型タンカーと接触する事故を起こしている。
1971年（昭和46年）3月31日に除籍。江田島の古沢鋼材に払い下げられ、解体された。

### 諸元
- 基準排水量　1,250t
- 武装　68式 76mm連装速射砲、連装魚雷発射管、ヘッジホッグ・爆雷投射器・爆雷投下軌条など
  - 試験艦として改装が多岐にわたるため、武装は一定しない

### エピソード
「わかば」の復旧にあたっては、民間企業である北星船舶工業に一度払い下げられていたものを、漁協への権利放棄（約160万円）と国の高取値（約9億円）等の経緯が国会の議場でも批判された。また、状態は良好とされたものの、長期間海中に浸かっていた機関部は念入りにレストアされたにもかかわらず就役後もすさまじい雑音を発したと伝えられる。さらに引き揚げた時点で国産護衛艦の建造・就役が開始されていた。このため、「わかば」は実用性よりも海自が自認する旧海軍後継組織としての “血統書” の意味合いがあったのではとする意見が、当時から現在に至るまで根強く残っている。
高森直史著『海軍食グルメ物語』によると、「わかば」の補給長は元「梨」の主計兵であったという。「梨」の旧乗組員は優先的にわかばに配置されたようであるが、同じ艦なので主機等の習熟訓練他を考えると合理的でもある。また、艦内では何度か幽霊騒ぎがあったと言う。
わかばから撤去された対空レーダーは練習艦「かとり」に流用された。
なお、「梨」より修理改装の際に外された前部高角砲と魚雷発射管は、江田島の海上自衛隊第1術科学校にて展示保存されており、現存している。

### 年表
- 1954年（昭和29年）9月21日 - 北星船舶工業により旧帝国海軍駆逐艦「梨」を沈没地点より浮揚
- 1955年（昭和30年）
  - 5月12日 - 防衛庁（当時）により購入され海上自衛隊に編入
  - 5月30日 - 警備艦「わかば」と命名
  - 9月10日 - 呉造船において修復工事を開始
- 1956年（昭和31年）5月31日 - 修復工事完了。海上自衛隊の警備艦として就役、横須賀地方隊第11護衛隊に編入
- 1957年（昭和32年）
  - 4月1日 - 横須賀地方隊直轄艦となる
  - 9月1日 - 訓令の一部改正により艦種記号と艦番号が付与され「DE-261」となる
  - 9月10日 - 浦賀船渠にて第2次改装が行われ、兵装や電子装置が装備された
- 1958年（昭和33年）3月28日 - 第2次改装を完了し再就役
- 1959年（昭和34年）
  - 2月－3月 - 年次修理のさいにソナー(AN/SQS-11A)が装備され
  - 9月1日 - 第2護衛隊群に直轄艦として編入
- 1960年（昭和35年）
  - 1月16日 - 第1護衛隊群第6護衛隊に編入
  - 9月2日－12月28日 - 浦賀船渠にて第3次改装が行われ、SPS-8B高角測定レーダーが装備された
  - 10月1日 - 艦種分類改訂に伴い艦種を警備艦から護衛艦に改めた[36]。
  - 12月1日 - 第3護衛隊群新編により、第6護衛隊が同群に編成替え
- 1961年（昭和36年）4月1日 - 横須賀地方隊に直轄艦として編入
- 1962年（昭和37年）
  - 2月2日－7月30日 - 浦賀船渠にて第4次改装が行われ、国産の新型ソナー（試作品）T-3が装備された
  - 8月24日 - 三宅島昭和第2次噴火に際し島民の避難輸送に従事
- 1963年（昭和38年）
  - 2月13日－3月27日 - 浦賀船渠にて第5次改装が行われ、試験用の533mm連装魚雷発射管が装備された
  - 4月1日 - 実用実験隊に編入
- 1967年（昭和42年） - 浦賀船渠にて高角測定レーダーの撤去が行なわれる
- 1970年（昭和45年）
  - 7月24日 - 浦賀水道にて小型タンカー「第3長和丸」と接触し損傷
  - 9月-10月 - 住友重機械工業浦賀工場にて3インチ連装砲の撤去が行われる
- 1971年（昭和46年）3月31日 - 除籍